# Fumian

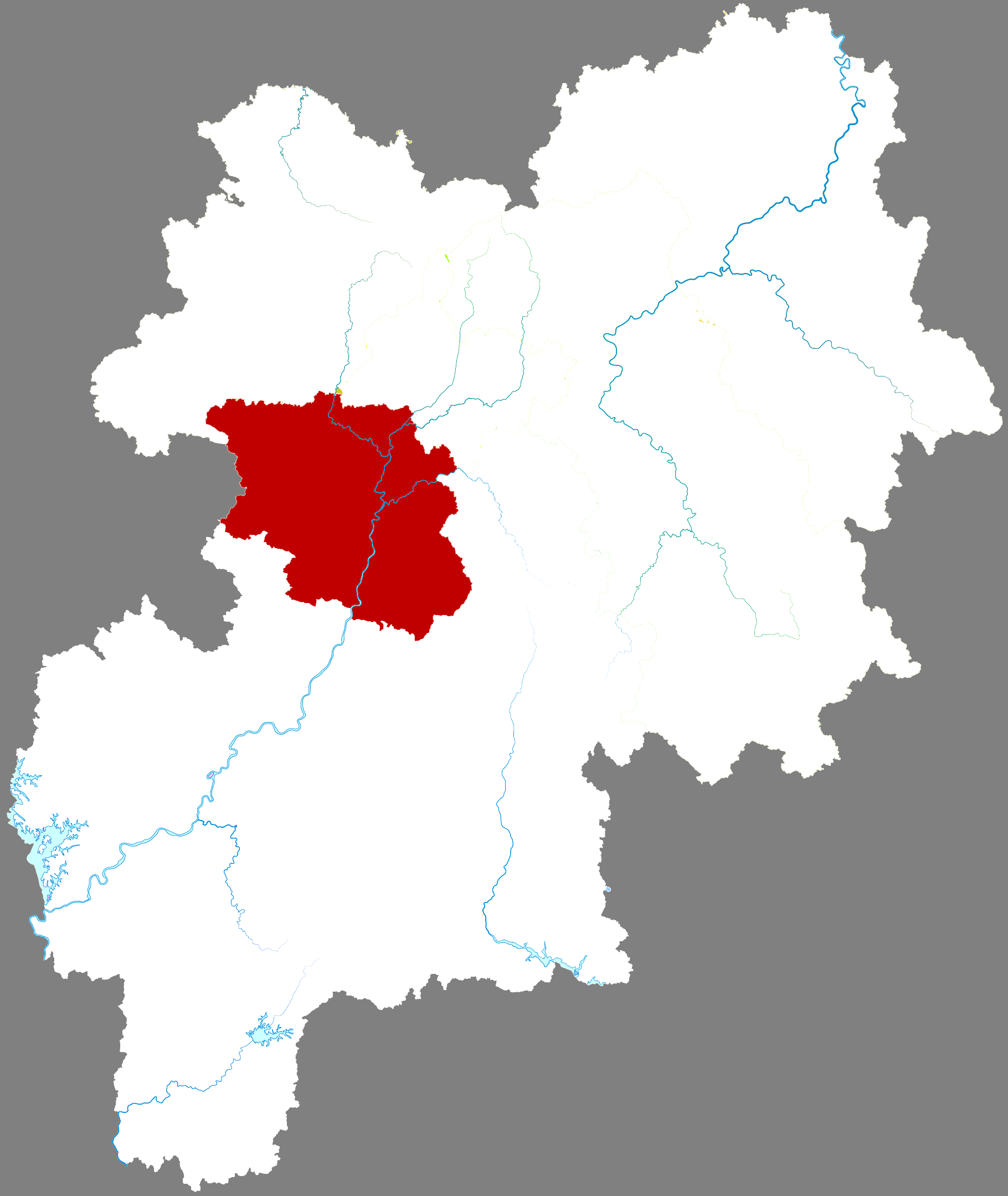
Fumian

Fumian (chinesisch 福绵区, Pinyin Fúmián Qū) ist ein chinesischer Stadtbezirk der bezirksfreien Stadt Yulin im Südosten des Autonomen Gebiets Guangxi der Zhuang. Er hat eine Fläche von 829 km² und zählt 403.000 Einwohner (Stand: Ende 2018). Er ist Zentrum und Sitz der Stadtregierung.

## Administrative Gliederung
Auf Gemeindeebene setzt sich der Stadtbezirk aus sechs Großgemeinden zusammen.